# Surinam en los Juegos Olímpicos de Los Ángeles 1984
Surinam estuvo representado en los Juegos Olímpicos de Los Ángeles 1984 por cinco deportistas masculinos que compitieron en tres deportes.
El portador de la bandera en la ceremonia de apertura fue el atleta Siegfried Cruden. El equipo olímpico surinamés no obtuvo ninguna medalla en estos Juegos.